# Arutz HaYeladim
Arutz HaYeladim (en hebreo: ערוץ הילדים), es un canal de televisión privado de Israel, perteneciente a NOGA Communications. Se trata de un canal infantil.

## Historia
El canal inició emisiones como Canal 6 el 8 de noviembre de 1989, siendo uno de los primeros canales de televisión por cable de Israel, junto con HOT3 y Arutz HaSport. Canal 6 emitía en sus inicios durante dos horas al día y durante sus primeros dos años se basó principalmente en programas de pago.
En 1991, el canal comenzó a emitir programas con presentadores, siendo Nathan Brand, Gilia Stern y Shai Avivi los primeros. En noviembre de 1991 se establecieron seis segmentos en el canal, uno matutino que emitía entre las 6:30 y 7:30, otro destinado a adolescentes y emitido entre las 12:30 y 14:30, otro enfocado en el público preescolar y emitido entre las 14:30 y 15:30 y otro nocturno emitido entre las 18:30 y 20:00.
Entre 1992 y 1993 se estrenaron más programas, incluyendo sesiones de enriquecimiento educativo y series, atrayendo a más espectadores y ofreciendo una alternativa a la Televisión Educativa Israelí.
En 1994, el canal comenzó a emitir series importadas desde Estados Unidos, series de acción y dramas juveniles.
En 1996, el control del canal fue transferido a NOGA Communications y el canal actualizó su contenido a una naturaleza más interactiva al tiempo que agregó más programas originales. En 1998, el canal cambió su nombre a Arutz HaYeladim.
En 2000, se produjo una profunda transformación del canal, priorizando la emisión de anime y producciones originales.
En 2005, el canal recibió la aprobación del Consejo de Radiodifusión por Cable y Satélite para emitir producciones originales en exclusiva, dividiendo la programación entre las compañías Yes y HOT. 
En 2011, el canal adquirió contenido de Cartoon Network, emitiendo sus programas hasta 2019.
El 1 de enero de 2017, el canal cesó sus emisiones en Yes y, el 1 de enero de 2018, el canal cesó sus emisiones en HOT. Mientras tanto, Arutz HaYeladim comenzó a emitir en Partner TV el 27 de junio de 2017 y en Cellcom TV en septiembre de 2017. Desde entonces, se produjeron cambios drásticos en la emisión y los contenidos del canal, ya que hasta entonces Yes y HOT se encargaban de las producciones originales. Sin embargo, Partner TV y Cellcom TV no están reguladas y no están obligadas a invertir en producciones originales. Desde entonces, el canal comenzó a perder audiencia e influencia frente a los canales infantiles competidores.
El 2 de abril de 2024 el canal volvió a emitir en Yes.